# Ministerie van Binnenlandse Zaken (Estland)
Het ministerie van Binnenlandse Zaken van Estland (Ests: Siseministeerium) is een overheidsinstelling van Estland, belast met de interne veiligheid en regionale aangelegenheden.
Het ministerie van Binnenlandse Zaken van Estland werd in 1918 opgericht en heropgericht in 1991. Het kantoor is gelegen tussen de Sint-Olafkerk en een voormalig KGB-hoofdkantoor in Tallinn.
Het ministerie wordt sinds 2022 geleid door Lauri Läänemets.